# アカディ半島

アカディ半島はニューブランズウィック州北東部に位置する

アカディ半島（アカディはんとう、仏: Péninsule acadienne、フランス語発音: [pe.nẽ.sʏl.a.ka.djɛn]、英: Acadian Peninsula、旧称バ＝デュ＝コンテ）は、カナダのニューブランズウィック州の北東端に位置する地域。北はシャルール湾に囲まれ、東はセントローレンス湾に隣接している。半島の住民のほとんどがアカディ人であることに因んで、アカディ半島という名称がついた。半島の範囲はグロセスター郡東部とノーサンバーランド郡の北東端を占める。
アカディ半島は、十千年前に古アメリカ人が渡り、三千年前にミクマクが定住しはじめた。11世紀にバイキングが上陸したという説もあり、18世紀からヨーロッパ人が初めて居を構えた。半島は1534年にジャック・カルティエによって調査され、1604年からフランスの植民地、アカディの一部になった。18世紀初頭、半島に初めて永住するヨーロッパ人はガブリエル・ジロー、のちにカラケットを創設する者である。18世紀中葉では、アカディ人は国外追放から逃れ、1757年から半島に避難したが、1761年のロデリック・マッケンジーの襲撃で再び国外追放された。18世紀後半で漁業に基づいた経済が発展し、アングロ＝ノルマン少数派によって支配される。19世紀後半になると半島の近代化が少しずつ進み、1887年のカラケット線の建設は生活様式を根本的に変革した。経済はカナダの連邦化、そして大恐慌に打撃を受けた。20世紀では、最貧困層が生き残ることを可能にするために、後背地に村が点々と設立される。協同組合運動、文化生活、そして20世紀後半に観光が発展する。1980年代から2000年代初頭にかけて、アカディ半島はいくつかの経済問題に苦労する。しかし、2009年にはアカディ世界会議が開催され、それ以来、複数の都市では経済と人口の成長が見られる。

## 地理
アカディ半島は、州の北東端で大まかに三角形を形成している。半島には、グロスター郡の東部とノーサンバーランド郡の北東端、つまりグラン＝ダンスとオーク・ポイント＝バーティボグ・ブリッジの北、西にノートル＝ダム＝デ＝ゼラブルまで広がる。南部のネグアック地域は、行政上および経済上の理由から必ずしも境界に含まれているわけではない。西部は、すなわち岬地域とアラルヴィルやサン＝ソーヴールの村は時々、地理的にアカディ半島に含まれているが、一方で、歴史的かつ経済的にシャルール地域に当てはまる。アカディ半島は、西側のシャルール地域と南側のミラミシ川の渓谷に接する。面積は約2000㎞2。
アカディ半島にはカラケット、シパガン、トラカディという三つの主要都市がある。それらは三角形を形成しており、その中央にポクムッシュがある。

### 地形
グラン＝タンスとカラケット島の間の北の海岸は、わずかに傾斜した低地で、グラン＝タンスの30m程そそり立つ崖のおかげで、湾のほぼ全体を遮るものなく俯瞰することができ、そのふもとに砂浜が広がる。南には、5㎞を超える湿地帯と低地にカラケット川の谷がそびえる。カラケット島とバーティボグ川の間の海岸線の一部は、長い砂丘、砂浜、潟湖（せきこ）、湾で結ばれており、河口でのみ遮られている。しかし、もう一面の崖はラメック島の東とサン＝シモン湾にそびえ、その崖は泥炭で形成されている特殊性を持つ。地域の西側はより険しく、最高点はアルンウィック教区の北西端にある高原で、高度120mを超える。他に名高いピークは、ビュット・ア・モリソン（92m）とビュット・ドール（90m）。ポクムッシュ川やタビュサンタック川のように、いくつかの川は峡谷に囲まれている。
半島に複数の島嶼があり、カラケット島、メゾネット半島、フォワン島、フォックスデン島、ラメック島、ミスクー島、マンロー島、ポケシュディ島、ポケシュディ小島、ポルタージュ島、サーブル島。タビュサンタックとネグアックの砂浜は、砂州によって形成された群島である。ミスクー島、フォックスデン島、ラメック島がアカディ群島を形成している。いくつかの川には小嶋がある。
河川は一般的に広く、広大な泥炭地または湖を源とし、分水嶺は東に流れる。一部の川は急勾配の嶮岨を有するが、ほとんどが蛇行しており低速である。名だたる河川は、北から南に挙げると、ノール川、カラケット川、サン＝シモン川、ポクムッシュ川、小トラカディ川、大トラカディ川、タビュサンタック川、バーント・チャーチ川、バーティボグ川。

湖は少なく、小さくて浅い。主に泥炭地に位置し、最も重要な湖は、ミスクー大湖とグレ湖。 

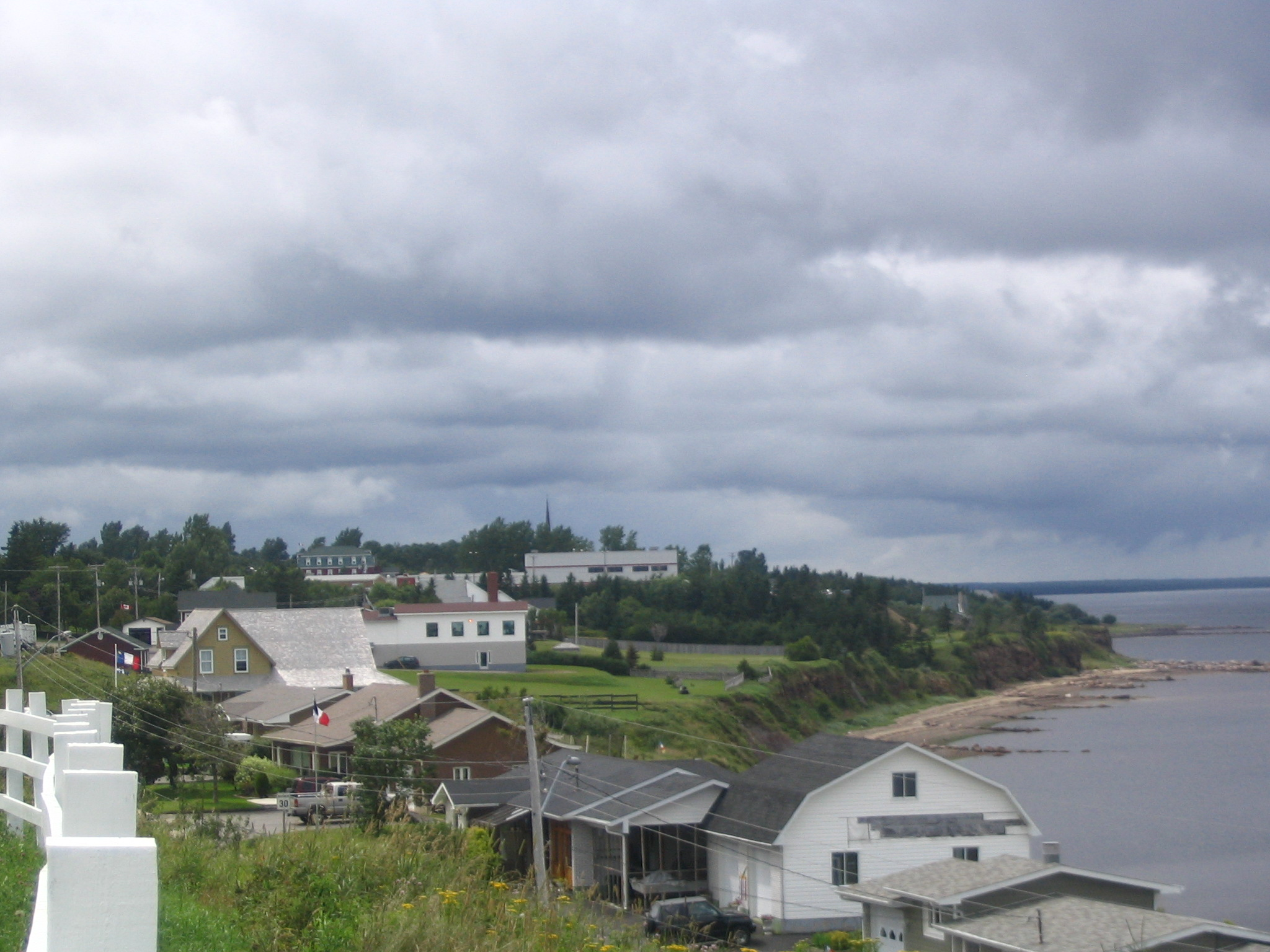
カラケットの崖
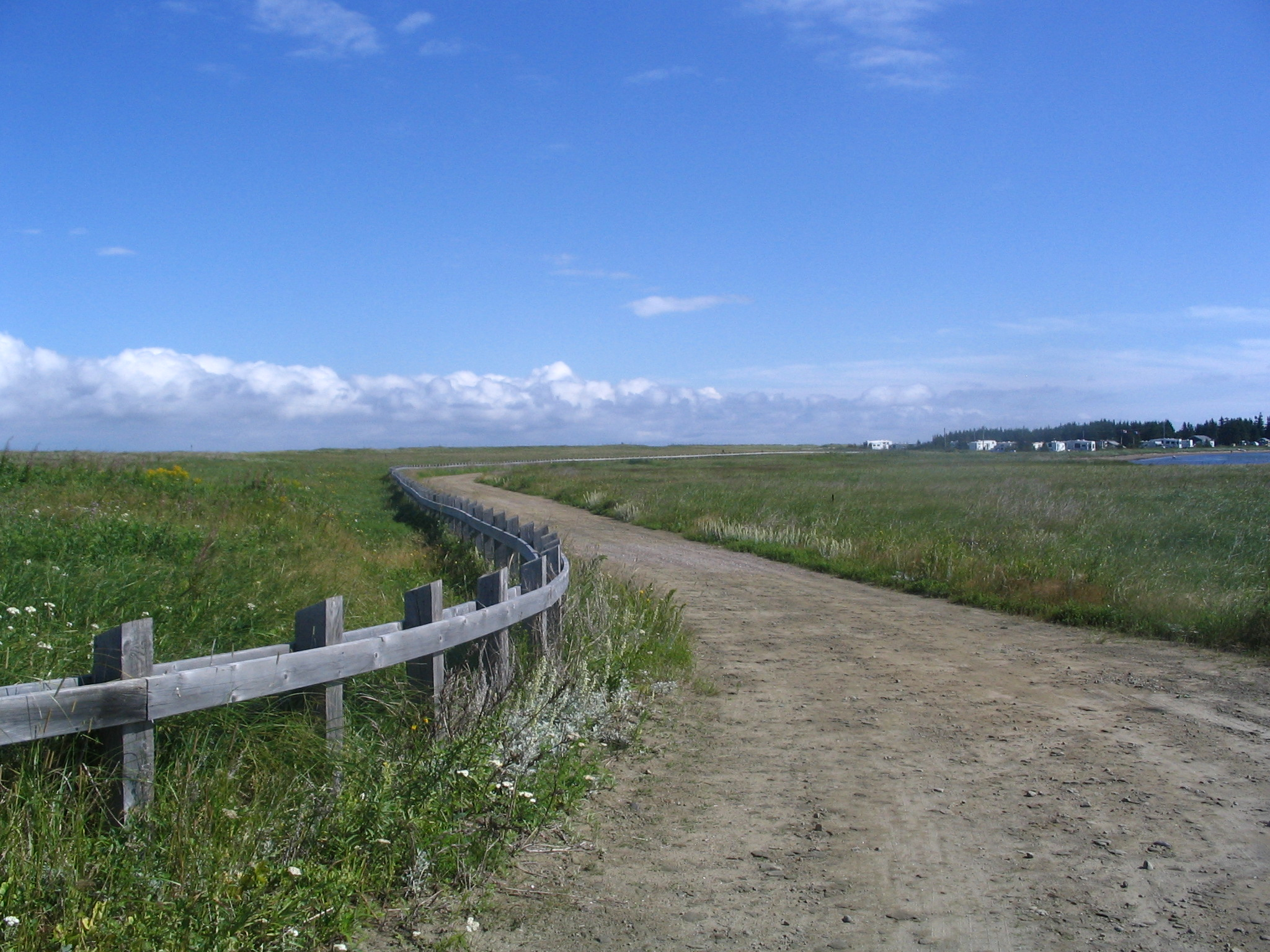
ヴァル＝コモーの砂丘
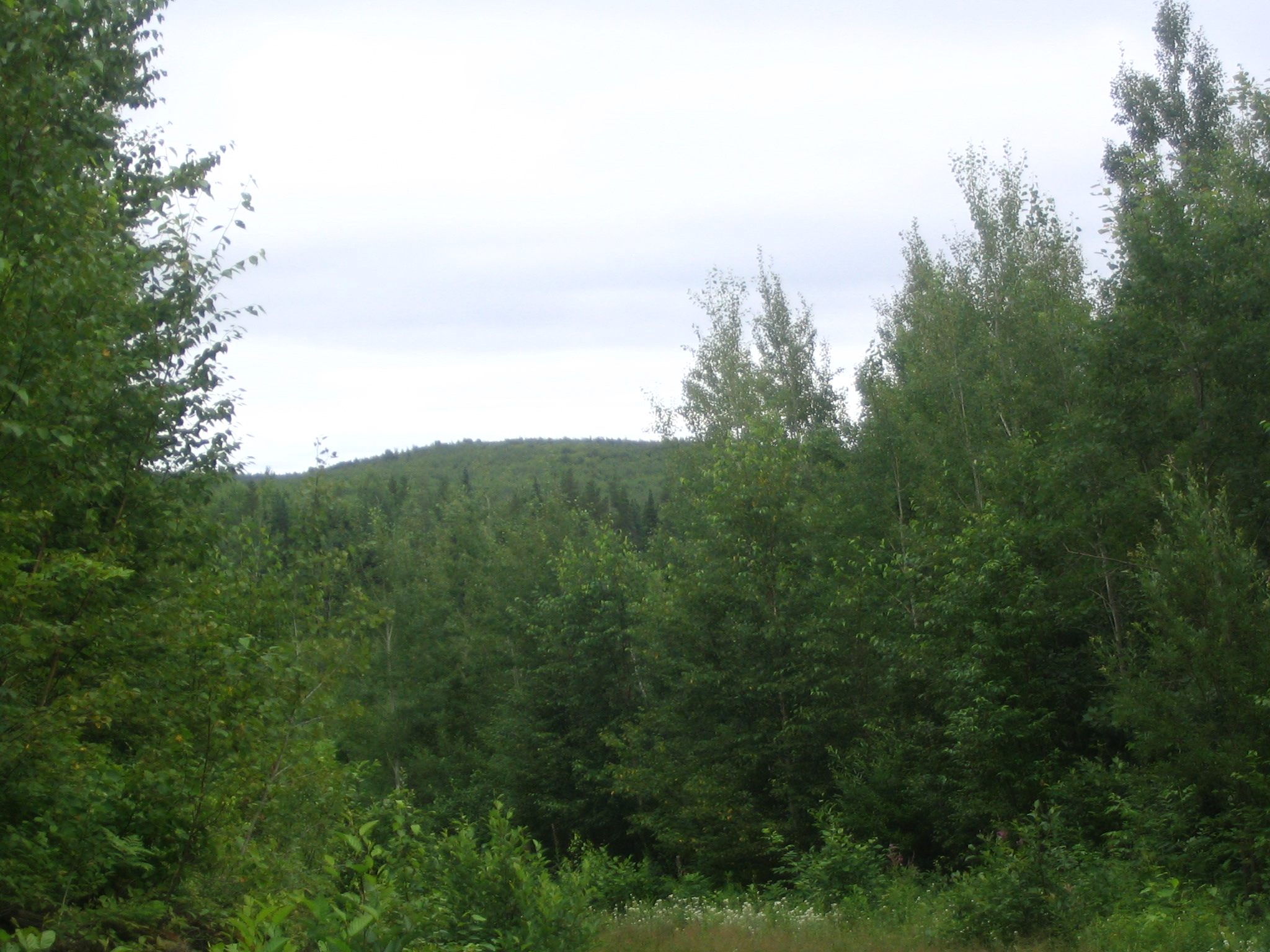
ヴァル＝ドゥセットの丘

### 地質学

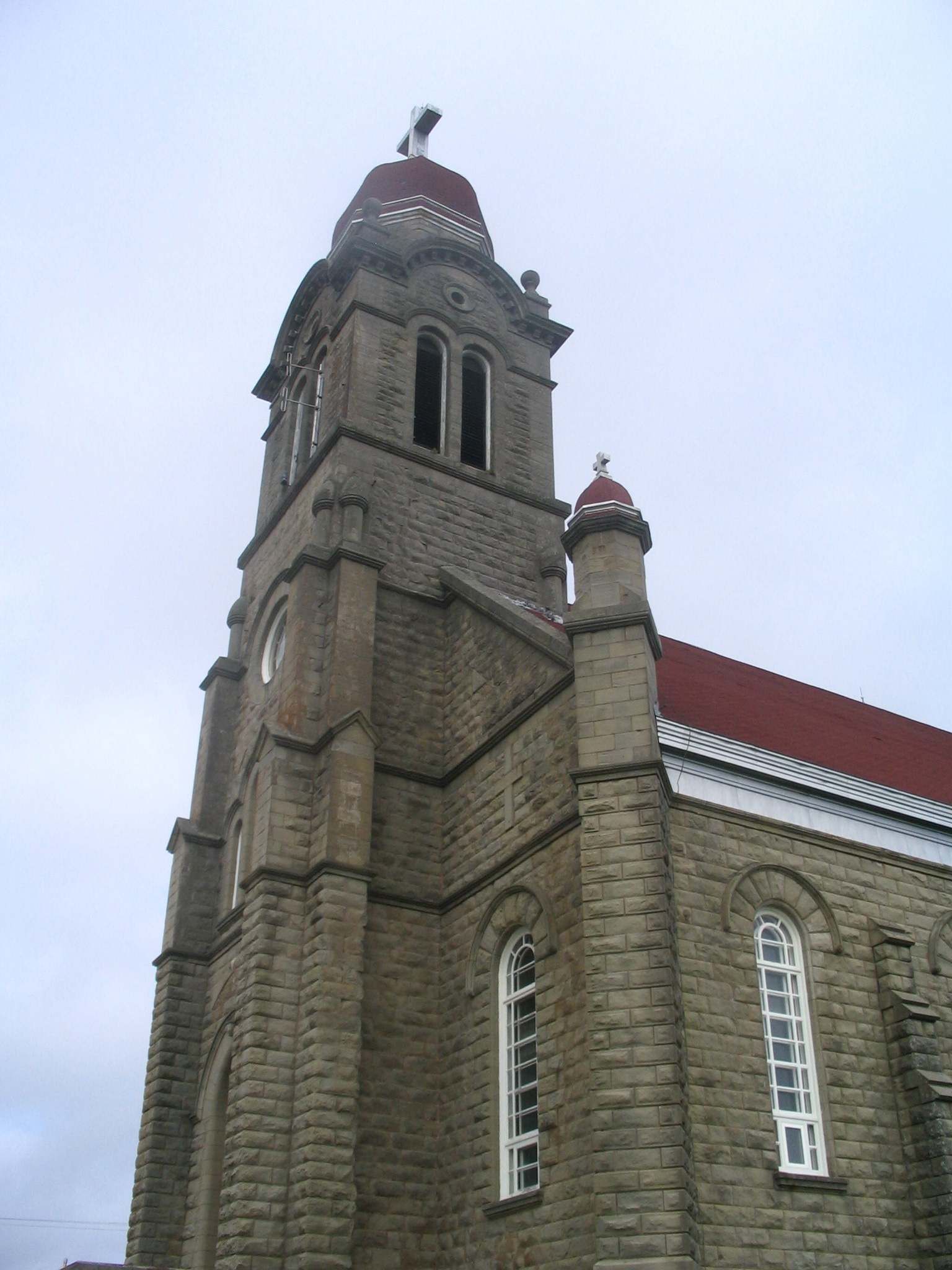
グラン＝タンス教会のように、グラン＝タンスでは現地の岩石はいくつかの建物の建設に使用された。

この地域の下層土は、主に石炭紀の後半（3億年から3億1100万年前）にさかのぼるピクトゥ層群の堆積岩で構成されている。西部では、砂岩は鶯色、灰色、シャモア色、赤色をしており、すべて珪質粘土岩と礫岩が挟まれている。海岸では、灰色の砂岩は赤い砂岩と集塊で覆われている。化石はいくつかの場所で見られる。ピジョン・ヒルでは、化石は部分的に孔雀石とコネライトで覆われている。輝緑岩で構成されるカラケットの堤防の範囲は、カラケット島からカラケットやパケットヴィルを中心に、ルイソ・ア・ラ・トルイットという小川まで一直線に広がる。カラケットと島に露出しており、1億7800万年から2億年前に形成された。
変動量の石炭や些かな石油が下層土にひそむ。かつてグラン＝タンスには広大な沿岸採石場があり、その石は地域で石臼を作ったり教会を建てたりするために使用されてきた。教会を建てるために、砂岩はパケットヴィル地域で採掘されていた。
石炭紀後半の岩は風化されると酸性で深い土壌が形成しやすい。海岸では、下層土に含まれる集塊のせいもあって、土壌は比較的肥沃だが、高地ではごくわずかだ。一般的に高地では、表面の浮き彫りは浅く、岩石はそれほど多くないが、海岸では浮き彫りは浅くも激しくもあり、場所によって大きく異なる。海洋起源の堆積物は、海から約10㎞まで存在する。有機起源の土壌は、広大な泥炭地を含む平坦で水はけの悪い沿岸地域で形成される。氷河起源の大規模な堆積物が存在するため、ポクムッシュ川の上流の谷は最も乾燥した地域となっている。

### 気候
気候は、アパラチア山脈とその南の湿地帯のために乾燥しており、セントローレンス湾のおかげで涼しい。樹木を傷つけることが多い、普段より二倍強い海岸の風を除けば、半島全体で気候は似ている。バ＝カラケットとミスクーに気象観測所がある。
| 月             | 1月   | 2月   | 3月  | 4月  | 5月  | 6月  | 7月  | 8月  | 9月  | 10月 | 11月 | 12月 | 年    |
| 最低気温（°C） | -12.6 | -12.7 | -7.2 | -1.3 | 4.6  | 10.7 | 15.0 | 14.3 | 10.6 | 4.7  | -0.6 | -6.5 | 1.6   |
| 最高温度（°C） | -5.2  | -3.9  | 0.6  | 5.8  | 13.0 | 19.4 | 22.0 | 21.5 | 17.5 | 10.7 | 4.7  | -0.6 | 8.8   |
| 平均気温（°C） | -8.9  | -8.6  | -3.3 | 2.5  | 9.3  | 15.8 | 19.4 | 18.8 | 14.7 | 8.3  | 2.3  | -3.6 | 5.6   |
| 降雨量（mm）   | 31.4  | 49.3  | 64.6 | 63.2 | 85.5 | 61.3 | 71.8 | 66.8 | 73.2 | 95.6 | 93.9 | 74.6 | 900.5 |

### 自然環境
半島は東部低地の生態域にあり、東部低地は北にバサースト、南にサックヴィルと間のより広い範囲に広がる。具体的には、アカディ半島はシャルール湾とカラケット湾一帯のカラケット生態地区の大部分を構成しており、海岸線を含む約10kmの内陸部に広がり、タビュサンタック生態地区はその後背地に位置する。
西部は広大な森林に覆われており、アラルヴィルやサン＝ソーヴールの人が住んでいる地域が点在する。他にも小さな森があり、主なものはパケットヴィルの北西と北東、カラケットの南に位置する。ほとんどの町村は、森で区切られている。東部は泥炭湿地と湿地帯で構成されており、その中でも最も大きなものはテル・ノワール、シパガン平原、ラメック平原、ミスクー平原である。
この地域の生物多様性と希少種は、タビュサンタック自然保護区、ノール川とインカーマンの鳥類保護区の作成に繋がっている。ミスクーでは、産業や農業が厳しく規制されている。また、東岸のタビュサンタック自然保護区一帯は1993年にラムサール条約登録地となった。

#### 植物相
海岸では、植民地化と伐採の長い歴史により、広葉樹、特にアメリカハナノキ、アメリカヤマナラシ、ハイイロカンバが優勢である。窪地やざらざらした土のある地域には、クロトウヒとバンクスマツが生息している。斜面にはアメリカハナノキ、アカトウヒ、ストローブマツ、バルサムモミ、ツガが生息する。高地では、酸性で水はけの悪い土壌と火事の頻度が針葉樹の優勢に繋がる。バルサムモミ、アカトウヒ、ツガ、カナダトウヒは、落葉樹と混ざり合って斜面を占める傾向があるが、バンクスマツはタビュサンタック川、小トラカディ川、大トラカディ川。広葉樹の林分はまれで、最も急な斜面と尾根でのみ成長する。通常、アメリカヤマナラシ、アメリカシラカンバ、アメリカハナノキからなる。サトウカエデはパケットヴィル周辺の雑木林に生育しており、パケットヴィルの楓畑には樹齢200年以上のがある。ツガは今や森からほとんど姿を消した。ニオイヒバとアメリカカラマツは通常、水はけの悪い地域のクロトウヒの近くで育つ。セントローレンスシオン（Symphyotrichum laurentianum）とホウキギク（Aster subulatus）はいたるところに生える。後者は地域特有の形をしており、かつてはバサーストシオンという固有種だと見なされていた。大トラカディ川には、カナダケシ（Sanguinaria canadensis）やエゾイチヤクソウ（Pyrola minor）などの珍しい植物がいくつかある。シパガンのアメリカニレは数世紀前にさかのぼる。付近の海域にはアマモが多く生える。

#### 動物相
ミスクー島には多くの種類の渡り鳥が生息しており、その中で迷鳥もある。最も希少なのはフエコチドリ（Charadrius melodus）という。タビュサンタック渓谷はフエコチドリやアジサシ、その他の海鳥の重要な繁殖地となっている。タビュサンタック川の河口部は、はるか内陸部にまで入り込んでおり、ミサゴ、オオアオサギ、ハクトウワシ、水鳥の絶好の場所である。沿海州で最大のゴイサギの集団繁殖地があるのは、インカーマンの近くで、そこで共生しているオオアオサギもいる。
沿岸の塩沼には、Lycaena dospassosi、Megisto cymela、メスルリツバメシジミ、Coenonympha nipisiquit等、数種の蝶が生息しており、後者は絶滅の危機に瀕している。タビュサンタック生態区では、Icaricia saepiolusとBoloria charicleaは西部の奥で見られる。大トラカディ川に沿って無数のオオアメリカギンボシヒョウモンを見ることができる。
セイウチは、19世紀初頭までミスクーの西海岸を寄っていた。

## 歴史

### 有史以前

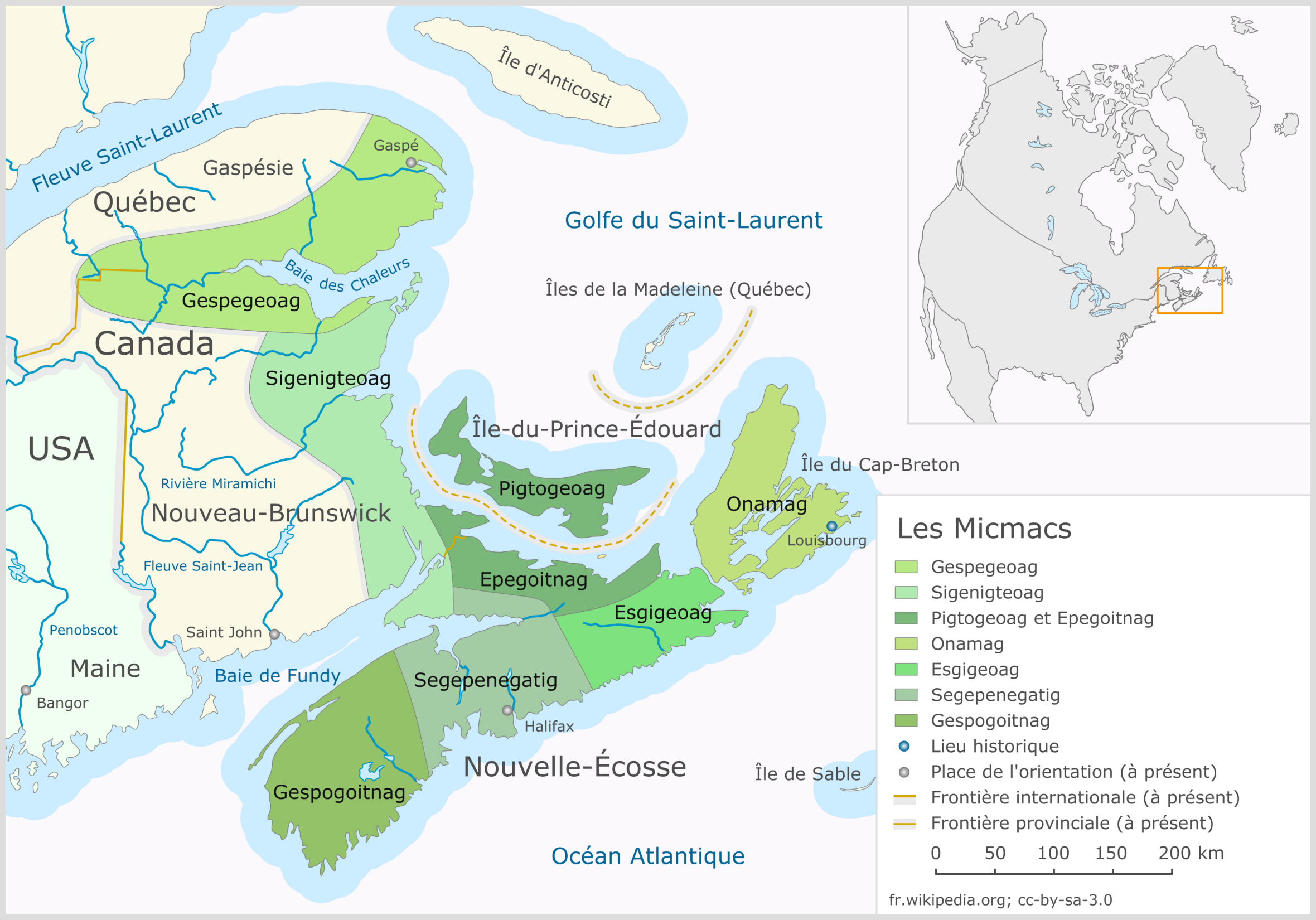
ミクマクの土地

古アメリカ人は十千年前にカナダ東部に到着した。主に漁業やアザラシなどの海獣を狩猟して生活していた。赭土で多くの物を塗り、墓の中にこの物質があったことは、古アメリカ人が精巧な埋葬儀式を行っていたことを示唆している。古アメリカ人がどこに住んでいたのかは正確にはわかっていないが、ポクムッシュ川のほとり、大トラカディ川、タビュサンタック川、バーント・チャーチで居留地の跡形が発見されている。
ミクマク族は約3,000年前にカナダ西部から到着した。この民族の最も古い居留地は、ミラミシ川のほとりにあるレッドバンクという村である。半島内の主要な川沿いの居留地に加え、ミスクー、インカーマン、トラカディ、タビュサンタック、バーント・チャーチにも村があった。ミクマク族は遊牧民だったが、特定の所々で定住し、一年間を通じて何度か移動しながら狩猟していた。農業をしていなかったため、トウモロコシなどの食料を得るために他の民族との貿易ネットワークを築いていた。ミクマク族はカヌーであちこちを移動し、さまざまな川をつなぐ大規模な水路網を持っていた。

### ヨーロッパ人による探検

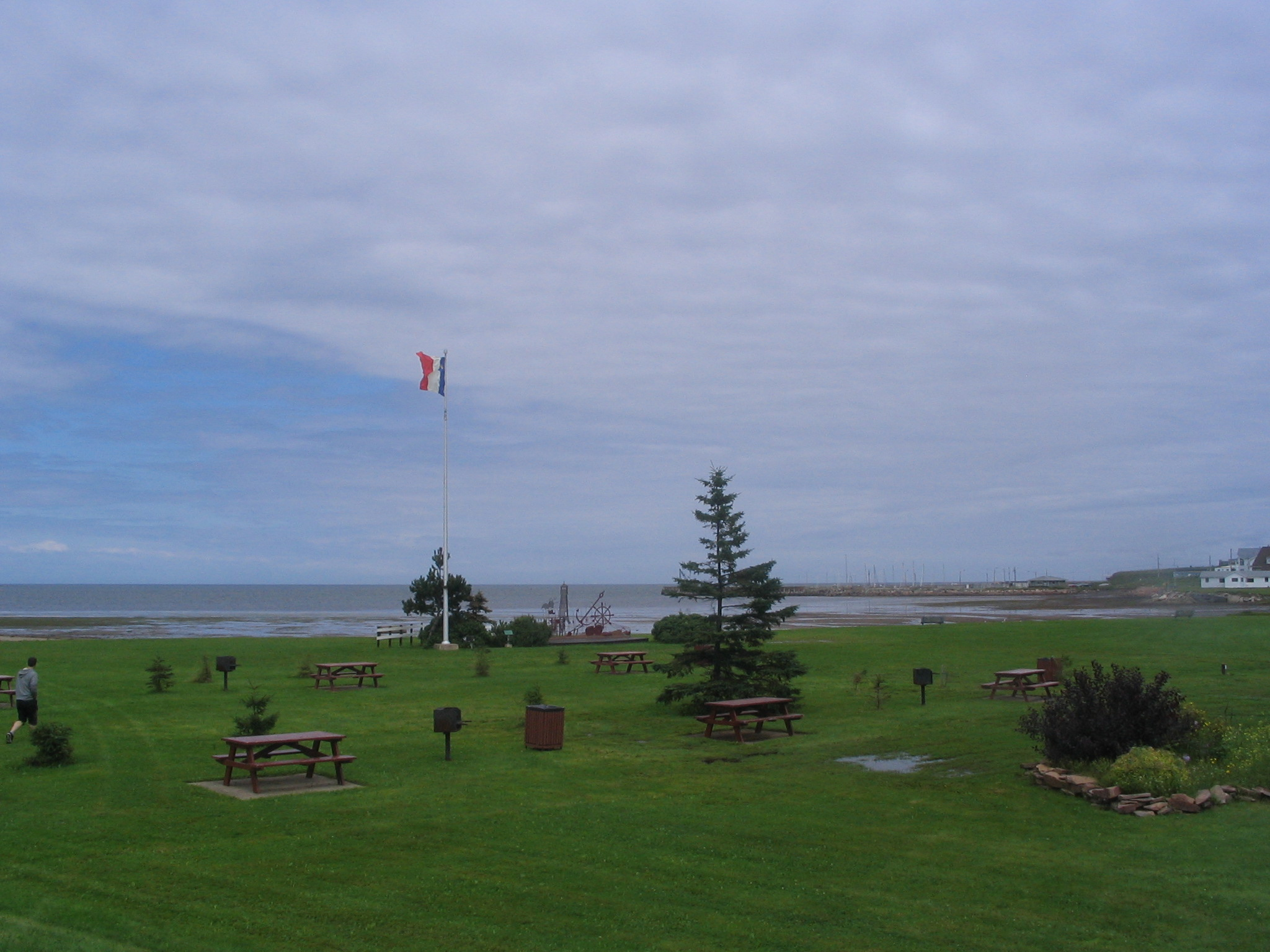
ガブリエル・ジローが初めて居を構えた場所。

最初に半島に到着したヨーロッパの探検家は、聖杯を追求する騎士だったのか、アイルランドの修道士だったのか、いくつかの仮説が立てられている。通説は、1000年頃にランス・オ・メドーに定住していたヴァイキングがこの地域を訪れたとする。13世紀にはヨーロッパの漁師たちがこの地域を頻繁に訪れはじめた。ミラミシ川の最初の探査は、おそらくポルトガル人のジョアン・アルヴァレス・ファグンデスによって1520年から1521年の周りに行われた。フランスの探検家ジャック・カルティエは、1534年7月にセントローレンス湾の海岸を探検し同年でミスクーに上陸する。その後シャルール湾を探検するとともに、ミクマク人と取引する記録が残っている。1604年、ピエール・デュガ・ド・モンスによるアカディの創立後、サミュエル・ド・シャンプランは、アカディ半島を含むフランスの新しい植民地の海岸を探索した。
1619年から、ミスクーに釣り場とカトリック伝道が設立される。アカディ半島に恒久的に住む最初のヨーロッパ人は、おそらく18世紀の初めに到着したブルターニュ人のガブリエル・ジロー。同人は1731年頃にカラケットを設立する。ノルマンディーの4つの漁業家族がカラケットに定住するようになる。
1653年、ニコラ・ドニは半島を含むカンソ岬とガスペの間の海岸の漁業独占権を与えられた。翌年にはこの領地の総督となり、ブルトン岬に定住したが、ミスクー、ニピジグイット、ミラミシにも署を設置する。数回の破産を経て1670年にフランスに戻り、息子のリシャール・ドニ・ド・フロンサックに土地を託した。リシャールはニピジグイットに定住し、1670年代後半にミラミシのサント・クロワ城に転居する。ミクマク人のアンナ・パララベゴと結婚する。リシャール・ドニは宣教師の司祭を連れてきて、土地を耕作させた。彼の土地には200人のフランス人が住んでおり、当時のアカディにしてはかなりの数だった。宣教師が残ることを保証するために、1685年にミラミシの土地を与えた。ドニ・ド・フロンサックは1686年に家を売却し、おそらく現在のバーント・チャーチと呼ばれるシェナボディッシュに定住し、石造りの城を築いたと思われる。1689年に女房のアンナ・パララベゴが亡くなり、ドニ・ド・フロンサックはケベック市に引っ越し、フランス人のフランソワーズ・カイロテオと再婚する。もうけた息子ルイは1690年に生まれ、1年後にドニ・ド・フロンサックが亡くなった。ミラミシの財産は、おそらく1690年にウィリアム・フィップスのケベック遠征の際に破壊されたものと思われる。マサチューセッツに仕えたフランス人のダヴィッド・バセも、1691年にミラミシを襲撃した。サント・クロワ城は1698年に完全に破壊された。リシャール・ドニ・ド・フロンサックのメティス（混血）の子供たちは相続を受けていないようで、フランスワーズとの間に生まれたルイが成人するまで、土地は当の新妻が管理するようになる。

### ミクマクの衰退

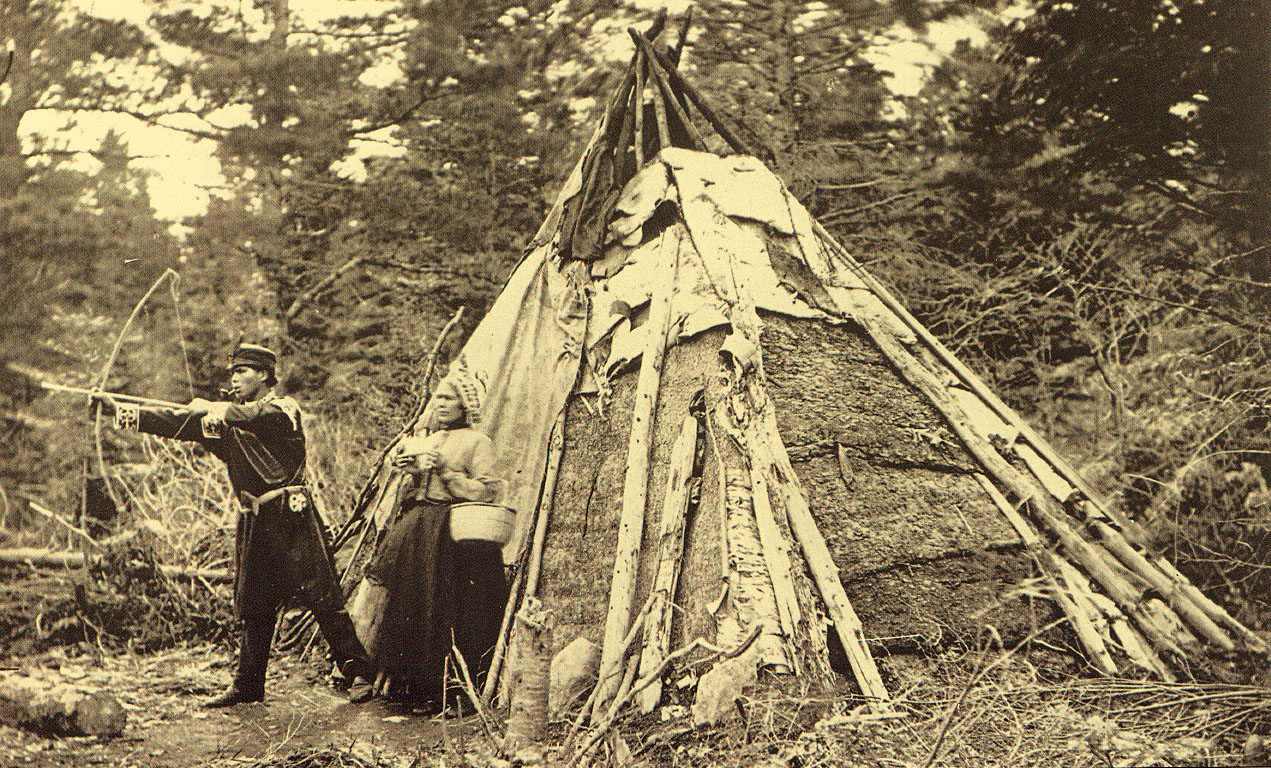
19世紀のミクマク人。

16世紀以降、ミクマク人は一般的に有害とされるヨーロッパ人との接触の影響を受けてきた。遊牧民だったミクマク人は定住者になる。リシャール・ドニは周囲のミクマク人をシェナボディッシュ（バーント・チャーチ）に定住させるように誘ったが、それは、宣教師が彼らの定住化がキリスト教化を促進すると考えたからである。毛皮貿易により、ミクマク人が銅鍋などの有用な道具を得ることができたが、ますますヨーロッパの技術に依存するようになり、さらには農業などで食生活が豹変する。1685年から1688年にかけて、チューリ神父を中心とした最初のトウモロコシの栽培がミラミシで行われた。17世紀前半には早くもイエズス会は、ヨーロッパの商人が販売していたアルコールの弊害に気づいた。他のアメリカ先住民と同様に、ミクマク人もヨーロッパ人の感染病に大きく苦しんでいた。16世紀には1万人だった人口は、17世紀には約3000人にまで減少し、その後は再びゆっくりと増加していった。ワバナキ連盟はフランスと同盟を結んだため、ミクマク族は他のアルゴンキン族と一緒にイギリスと対峙しなければならなかった。このようにして、ミクマク人はニューイングランドへの攻撃や1697年のセントジョンでの闘争に参加していた。1713年にイギリスがアカディを支配するようになってから、イギリス人はミクマク人を絶滅寸前に追い込むほど攻撃が相次いだ。
バーント・チャーチ、ポクムッシュ、タビュサンタックの保護区は、1802年にミクマク人に付与された。

### アカディ人の到来

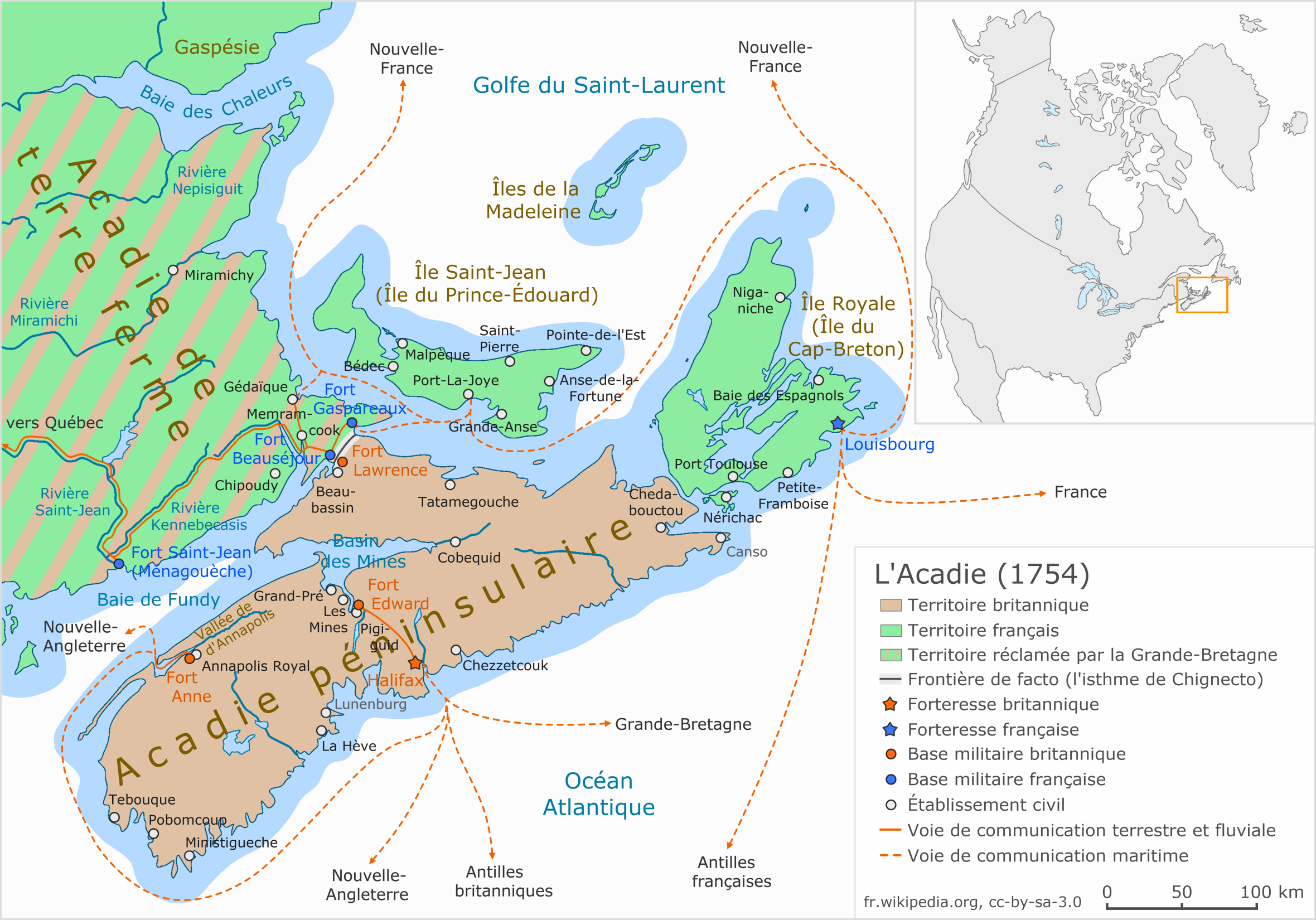
1754年のアカディ

アカディ半島は1757年、国外追放からの難民がカラケット、シパガン、ネグアックに定住したため、移民の膨大な第一波を受けた。1758年にガスペのアカディ人とノルマン人の難民によって設立された町、プティ＝ロシェからイギリス人との通商破壊が組織された。1760年7月、レスティグッシュの戦いが行われ、フランスはイギリスにシャルール地域の支配を完全に奪われた。プティ＝ロシェは破壊され、その住民は避難し、フランス人のほとんどはフランスに戻ったが、一部の民間人は取り締まりを続けた。ノルマン人47人の乗組員の私掠船を抱えるサン＝シモン大尉は、1760年10月にイギリスのフリゲートから逃れるためにサン＝シモン湾に避難した。サン＝シモンは1761年にフランスに戻り、数人の乗組員がカラケットとシパガンの人口を増やし、1762年にサン＝シモン村を設立した。1761年夏、ピエール・デュ・カルベはマレー総督の依頼を受けシャルール湾の国勢調査を行った。この国勢調査の後、通商破壊の報復として、ポクムッシュの酋長エティエンヌ・エッシュボックに導かれたロデリック・マッケンジーは、1761年10月にアカディ人に対する襲撃を組織した。マッケンジーはニピジグイットの住民を捕らえた後、ガブリエル・ジローの息子ジャン・バティストと取り決めをして、カラケットから20人だけの捕虜を連れて行った。その後、彼はシパガンでほとんどの住人を捕らえたが、船のスペースがなかったため、ミスクーで捕虜の一部を放棄せざるを得なくなり、その捕虜をミクマク人の監督下に置いた。マッケンジーはその後、ネグアックに行ったが、森の中に隠れていたアカディ人を見つけられなかった。この襲撃を逃れたアカディ人たちは、ボナヴァンテュールやミスクーなどのシャルール湾の他の場所に避難した。
レモン・ブルダージュは1762年にカラケットに漁場を設立した。ノルマン人の漁師が何人か定住していた。1763年、イギリスはパリ条約に調印して公式な立場でアカディを総じて領知する。その後、1763年の王室宣言により、アカディ人は村に戻ることを許された。1766年、アングロ＝ノルマン人のシャルル・ロバンは他の商人たちと力を合わせてタラの漁業を発展させた。アメリカ独立戦争中の1776年には、私掠船がブルダージュやロバンの施設を含むイギリス領の所有物件を攻撃した。1779年、マサチューセッツ連隊のジョン・アラン大佐はイギリスに対抗してミクマク人を引き上げた。カラケット港を攻撃し、7月にはミラミシ川での戦闘に参加したが、ヴァイパー号に捕らえられ、ケベック市で投獄された。9月22日、ポクムッシュ、ミラミシ、レスティグーシュのミクマクを代表して、ジョン・ジュリアン酋長とマイケル・フランクリンとの間で平和条約が調印された。シャルル・ロバンは1783年に活動を再開し、カラケットに重要な漁場を設立した。当時の家族は、内陸の奥の全天候型の家に住み、多くの家族は海沿いに漁小屋を建てていた。メゾネット（小家）という村はこれに因んで名付けられた。
1768年にはカトリックの宣教師が再び訪れるようになった。最初の礼拝堂は1791年にサント＝アンヌ＝ドゥ＝ボカージュに建てられた。
国外追放の後、メムラムクックはアカディの主要な村になり、その住民は他のいくつかの町村を設立した。トラカディは1785年にミシェル・バスタラッシュとジョゼフ・ソーニエによって設立された。ロデリックマッケンジー襲撃からの難民は1790年にラメックを設立した。デュゲ家とマイエ家の家族には、ロビショ家が加わり、1791年にシパガンを設立した。ポクムッシュ川の谷は、1797年からインカーマンに定住したイジドール・ロビショによって植民地化された。ポクムッシュは1812年にギルバート・デュークとジョン・トフェムによって設立された。半島の最北西部は混雑しておらず、高い崖が海からのアクセスを困難にしていた。アレクシ・ランドリーの孫であるシモン・ランドリーは、1808年にグラン＝タンスを設立し、その後、テリオ家は1819年に移住してアンス＝ブルーを設立した。岬地域は、その後の数年間に、グラン＝タンスからのイギリス人移民とアカディ人が段々と住み始めた。

### アカディ・ルネサンス（1840-1880）

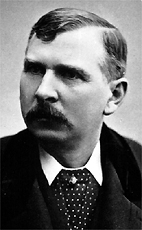
ケネディ・F・バーンズ

最初のカトリック教会は1843年にネグアックで建てられた。
トラカディのハンセン病療養所は1849年に設立され、1965年までカナダ東部のすべてのハンセン病患者を治療していた。
カナダ連邦の設立は、沿海州の経済に大きな影響を与えた。パケットヴィルは1866年に農業村として設立された。バーンズヴィルは1874年にケネディ・フランシス・バーンズによって伐採のために設立された。パケットヴィルの南に位置するサン＝ティジドールは1876年にガニオン神父によって設立され、パケットヴィルとグラン＝タンスの間に位置するサン＝レオランは1878年に設立された。
英国北アメリカ法は、モントリオールから大西洋までのインターコロニアル鉄道の建設を規定した。エンジニアのサンフォード・フレミングがポケシュディに終点を建設するという提案をしたにもかかわらず、1868年に作業が開始されたとき、ルートはハリファックスに迂回した。ケネディ・F・バーンズが議長を務める、バサーストに本拠を置くカラケット鉄道会社は、1887年により控えめな鉄道の建設を始める。バーンズは自分の工場に利益をもたらすために初めてのルートをバーンズヴィルに迂回させ、その後、選挙上の理由で終点をポケシュディからシパガンに移した。

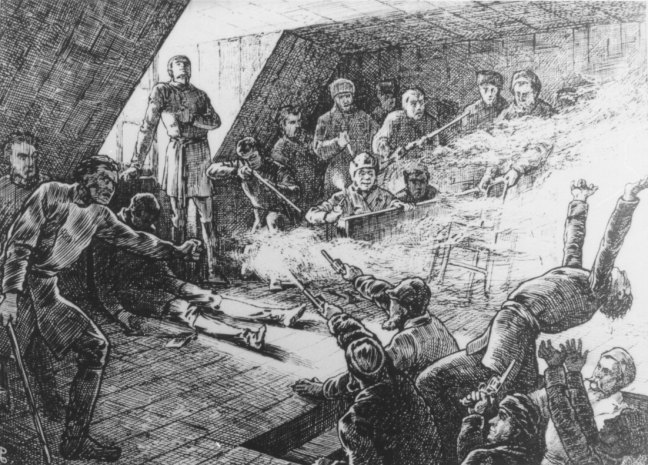
1月27日の射撃。

1871年、州政府は共通校法を可決し、学費は改善されたが、フランス語を教えることが難しくなり、宗教教育に終止符が打たれた。州のアイルランド人、数人の国会議員、聖職者に支えられ、住民は抗議し、カトリック学校の存続を要求した。この危機は、州・連邦議会の複数の議員の敗北を引き起こし、ジョン・A・マクドナルド政権を弱体化させ、マクドナルド政権の没落に貢献した。同時期、カラケットの漁師たちは、特定の店でしか交換できないトークンで支払う企業のせいで、非常に困窮していた。企業は漁師が生き延びるための量を与えていただけで、十分な量を与えていなかった。漁業者の経済状況も加え、法律による不満が一部の住民の間で反乱を起こした。これはルイ・マイウ事件、カラケットで2週間の暴動にまで発展することになる。警察は民兵とカナダ軍の協力を得て介入した。27日の銃撃事件では、ニューカッスル市の民兵、ジョン・ギフォードとアカディ人のルイ・マイウの2人が死亡した。
19世紀末のアカディ半島にはまだ医者がいなかった。そのため、1877年にポクムッシュの教区司祭となったスタニスラス＝ジョゼフ・ドゥセットは、ホメオパシーを学んだ。40キロ離れた人まで治療し、通信で治療薬を販売し、「奇跡の男」の愛称で呼ばれるようになった。彼の成功は後に新人医師からの批判を招いた。

### 近代

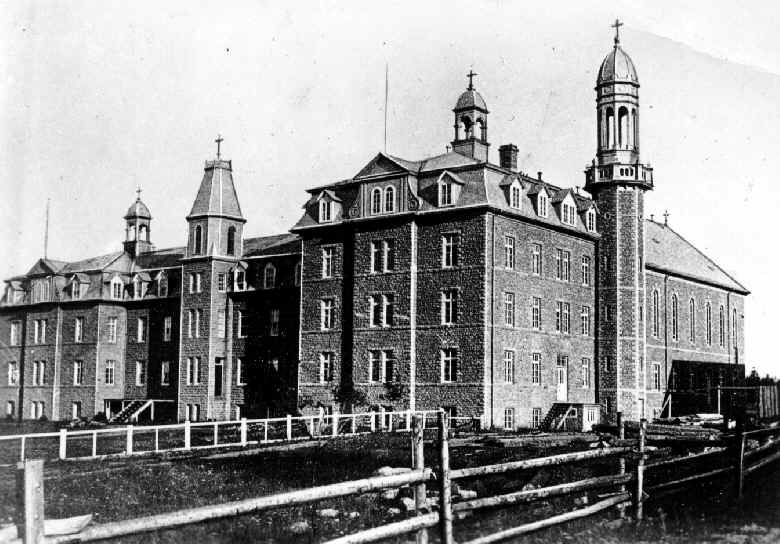
サクレ＝クール大学

サクレ＝クール大学は1899年にカラケットで設立された。1906年、バンク・ドゥ・プップルがアカディで最初の銀行支店を同町に開設。1915年の火災でサクレ＝クール大学が焼失。鉄道の便が悪かったこともあり、カラケットに代わって1921年にバサーストで再建された。
グロスター郡は大恐慌によって大きな打撃を受けた。ノートル＝ダム＝デ＝ゼラブルの農業村は、貧しい家族を収容するために1939年にパケットヴィルの西に設立された。設立は1950年代にロッシュヴィルとヴァル＝ドゥセットの集落にまで拡大した。
1939年、電気は初めてカラケットに設備された。泥炭の搾取は1940年に始まった。
漁業会社間の競争により、ロバン社の活動が阻害され、1958年にカラケットの施設を閉鎖した。
アカディ半島は、1826年から、首都がバサーストにあるグロスター郡のシャルール地域の自治体によって管理されていた。シパガンは1948年に市制施行された。同時に、カラケット商工会議所は町の発展に大きな役割を果たした。1961年に憲法を提案した。ルイ・ロビショの「万人に機会均等」計画の結果、1966年に郡のコミューンが解散し、それに代わる多くの地方サービス地区と自治体が形成された。トラカディは次第に行政の中心地となり、半島の地方権力の均衡化が有権者の投票率を高めた。
1960年代に州の経済に依存していた造船業は衰退の一途をたどった。州政府は経済再生のために紡績工場を建設したが、セントジョン地域にしか建設されなかった。半島出身の人格者が、政府の説得に成功し、地域内のいくつかを開くことができた。こうして、トラカディのサンシャイン・ミルズ、サーテックスとその後のメディナ・ミルズ、カラケットのウィンク、ポクムッシュのフィルス・フィン・アトランティックは、多くの雇用を創出したが、1億2000万ドル以上の公的資金が消費された後、すべて閉鎖された。1960年代、州初の原子力発電所の建設が計画され、その候補地の一つがアンス＝ブルーだった。住民は建設に反対し、代わりにポワント・ルプローに建設された。1960年、ノートル＝ダム＝デ＝ゼラブルはまだ開発が進んでいなかったため、州政府の政策により、ブルーベリーの協同組合が設立された。他に1960年代の大きな計画は、ポケシュディの港の建設であったが、これは中止され、最終的にはベルデューン港となった。同村に巨大な製鉄所も予定されたが、最終的には建設されなかった。
1948年に設立されたシパガン修道院は、1960年にジェジュ＝マリー大学となった。1963年にバサースト大学に編入され、その後モンクトン大学に編入された。
1970年、ミスクー沖でレディ・オーデット号は痕跡を残さずに沈没した。同シリーズのレディ・ドリアン号は、1年後にマドレーヌ諸島沖で沈没し、乗組員の3人が死亡し、生き残った乗組員はアポロ3号に救われた。この9人の死は住民を狼狽させ、その後、シリーズ3隻目となるマルク・ギレンヌ号は危険視された。やがて連邦政府に買収され、別の船名で太平洋岸に移転された。
1972年にシパガンのジェジュ＝マリー大学の学科が増えた。1975年には、ある報告書が拡張を提案し、別の報告書が閉鎖を提案した。1975年12月17日にフレデリクトンでデモが行われ、同日、立法議会で法改正が行われ、1977年に大学が改組され、シパガン大学センターが設立された。
ポクムッシュ空港は1978年に開港した。
1980年代にはズワイガニ漁業を揺るがす危機が何度も起こり、1992年にはタラ漁のモラトリアムが課され、経済に打撃を与えた。
シパガン大学センターは、1993年から1995年の間に大幅な拡張が行われた。
1996年のシパガン港での暴動で警察官が負傷した。同年12月、文部大臣は地方の学校数校の閉鎖を発表した。1997年5月には、問題の村の保護者たちが学校閉鎖を免れようとデモを行ったが、1996年の暴動の反動からGRCはデモを激しく弾圧し、サン＝ソヴールとサン＝シモンで暴動を起こした。何年ものデモ、裁判、調査の後、GRCは公に謝罪した。
CCNB-ペナンスール・アカディエンヌ（短期大学）は2000年にシパガンで設立された。

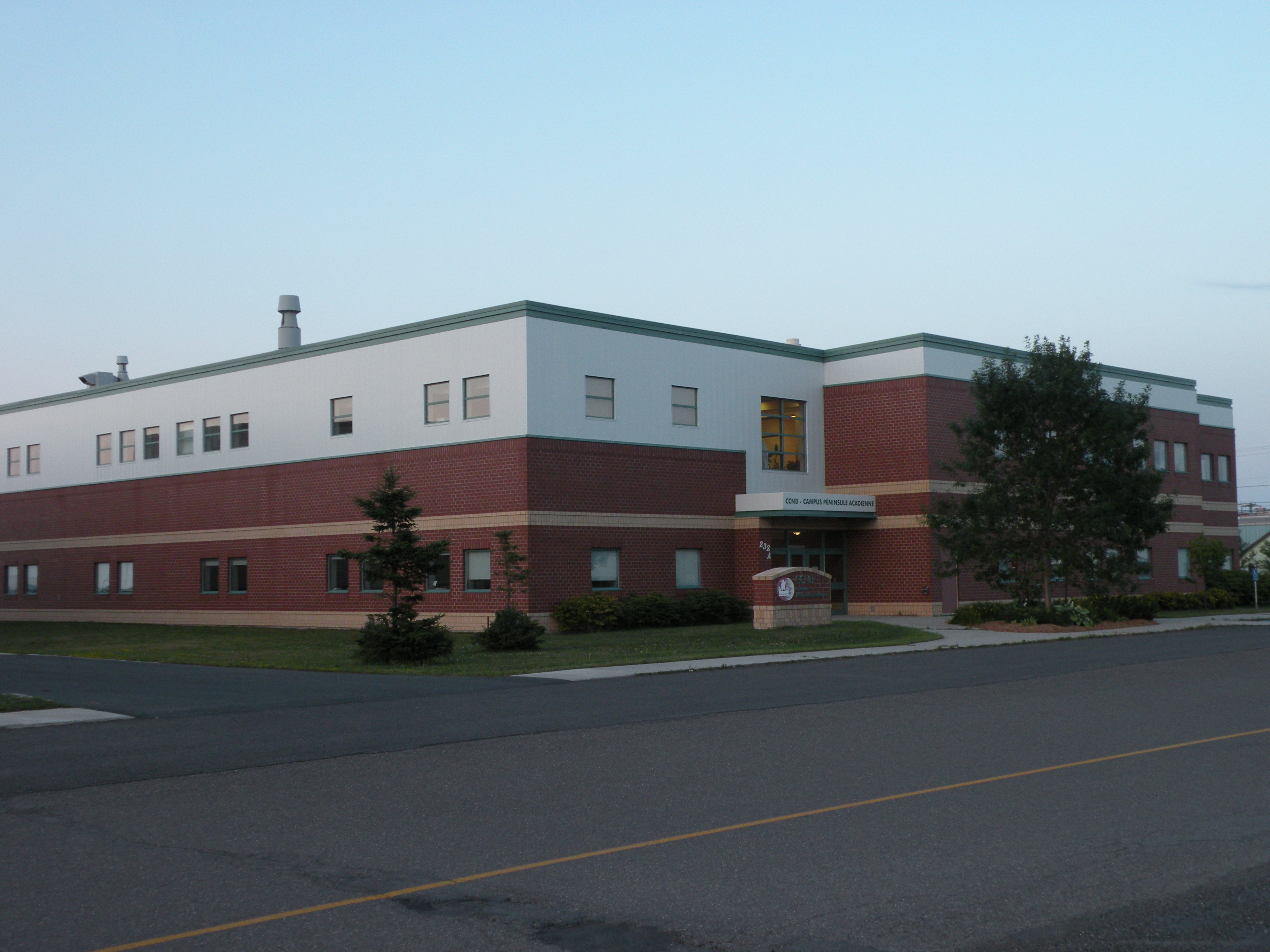
CCNB-ペナンスール・アカディエンヌ。

2003年5月2日、カナダの漁業・海洋省は、ズワイガニ漁獲枠を変更したせいで、従来の漁業者に不利益を与えた。5月3日、全国的な抗議運動が行われていたシパガン港では、250人が船舶や漁具、建物に放火する暴動が発生した。事後、ニューブランズウィック州史上最大の犯罪捜査が行われた。
ラメックのオテル＝ディウとアンファン＝ジェズュ病院は2004年に閉鎖され、シャルール地方病院はサービスを拡大した。これにより、フランス語のサービスの質に影響を与えるとの声が上がり、一連のデモや法廷闘争が行われた。法廷での敗訴にもかかわらず、2008年まではサービスが徐々に回復し、その以降、施設は再び病院となり、サン＝ティジドールに4番目の地域保健センターが開設された。

## 文化

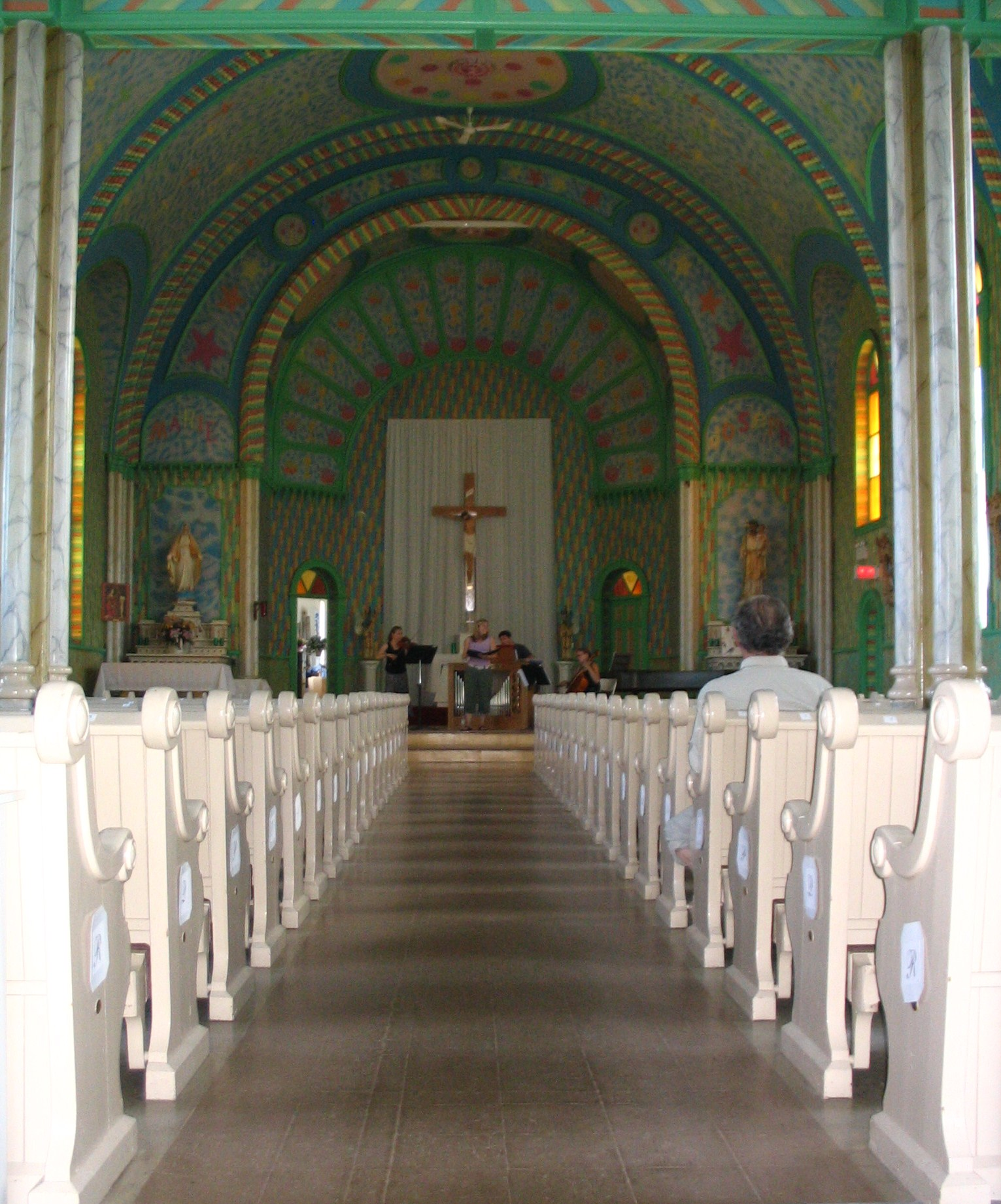
サント＝セシル教会。

### 公共の構造物と建物

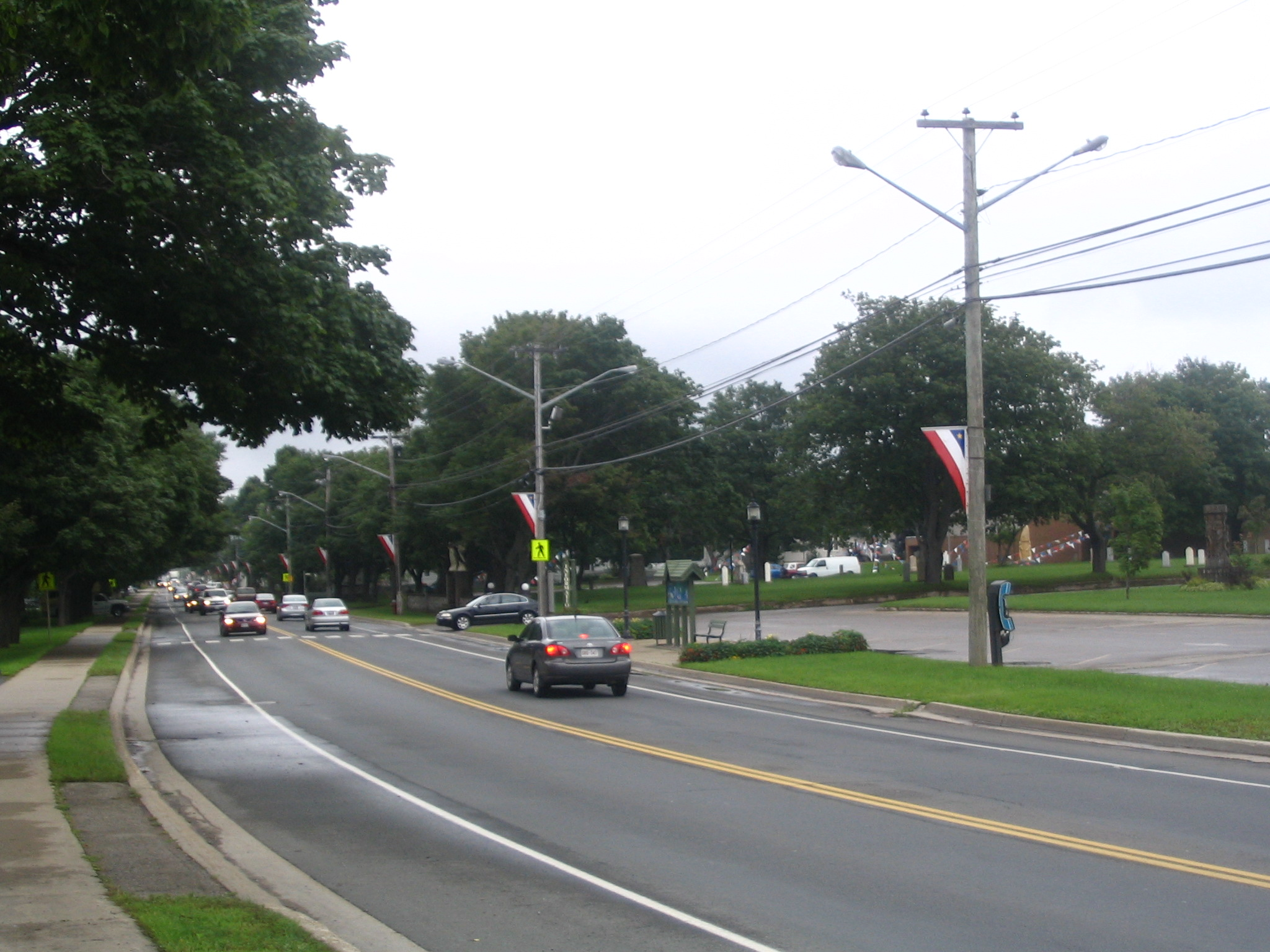
カラケットのサン＝ピエール大通り

アカディ半島の町村は幹線道路に沿って建てられているため、街道沿いの町村、線状集落となっている。中心部には、遠くからも見えるように重要な道路の角にある高い教会があり、カラケットのように広場の前にあることもある。港町も港が中心で、グラン＝タンスは旧鉄道の駅を中心に編成されている。最近の役所は、中心部から離れた場所にあることが多い。
アカディ半島は、都市のスプロール現象の問題に直面している。

### 言語

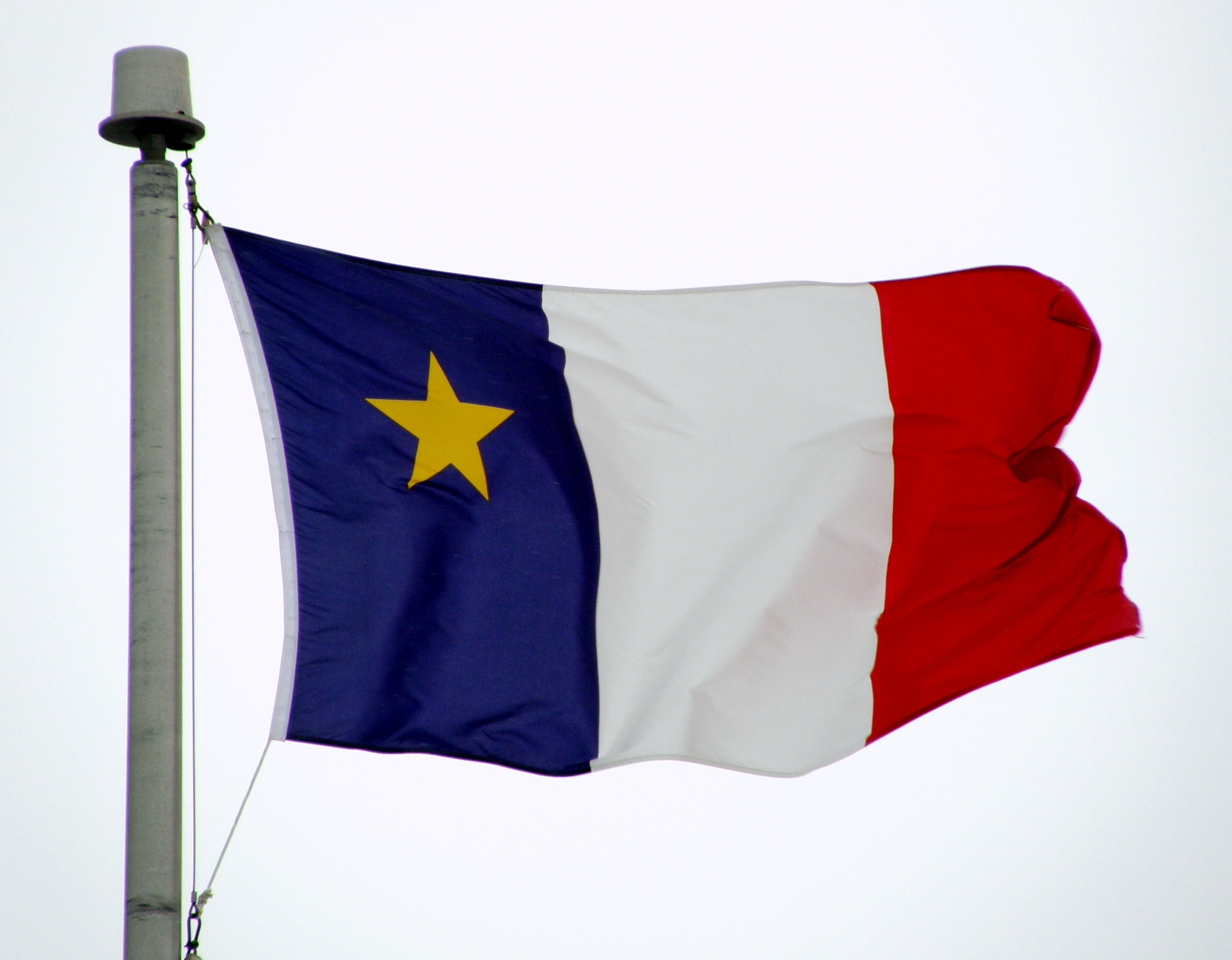
アカディの旗

ミクマクの旗

ほとんどの自治体は95％以上がフランス語の母語話者である。英語が主に使われているのは、ミラミシ川流域に接する半島の南部。主な英語の町は、タビュサンタック、オーク・ポイント＝バルティボーグ・ブリッジ、ブラントヴィル、ベリーヴィル＝ニュージャージーに限る。さらに、サン＝レオランでは人口の6%が英語を母語としており、ミスクーでは3分の1は英語を母語としている。
バーント・チャーチでは、人口の約41％がミクマク語を母語とし、55％が英語を母語としている。住民に高度な英語化が起きており、ミクマク語を日常で使う人は約16％、英語を使う人は77％となっている。

### 伝統と民間伝承
アカディ半島の最も古い伝説はミクマク族に由来するもので、ミスクー平原に生息するメス鬼のグーグーなどが挙げられる。サミュエル・ド・シャンプランは「グーグー」と呼ばれる鬼を著作で触れ、他の探検家はシャルール湾から見える半島の端にある「ビュット・ドール（黄金の丘）」に言及する等、地元の伝説が文献に登場している。他にも、海賊の存在や、悪天候を告げる幽霊船など、歴史的な出来事に由来する伝説もある。ミスクー宝島は、捕獲できなかった宝物にちなんで名付けられたもので、ル・グレや他の場所にも同様の伝説がある。「七時さん」や「踊る悪魔」など、多くのフランス語圏の地域に共通する伝説がある。
アカディ祝祭日は8月15日に津々浦々で祝われ、公演、花火、そして伝統として二つの主要なものは、タンタマールと船舶の祝福である。他の多くの祭りが開催され、アカディの文化首都であるカラケットには十数個の祭りがある。サン＝シモンでは、毎年、「コック祭り」の期間中、サン＝シモン大尉の到着が再現される。

### 観光
アカディ半島には多くの観光名所がある。ラメック・エコパークでは、この地域の多様な自然環境を観察でき、多くの種類の鳥が生息し、約30種を有する樹木園がある。
地域には、グラン＝タンスの創設文化博物館（旧教皇博物館）、ベルトランのビール博物館、カラケットの牡蠣博物館、アカディ博物館、トラカディの歴史博物館など、展示は多分にある。パケットヴィル市庁舎には歴史ホールがある。

## 管理

### 自治体
アカディ半島には、4つの市、10個の村、3つの先住民保護区、55の地域サービス地区（DSL）がある。DSLや先住民保護区は、厳密には自治体ではない。3つの先住民保護区は、エスキヌオビティージュク（Eskɨnuopitijk）の管理下にある。なお、いくつかの集落で構成されている自治体もある。詳しくは、グロスター郡の地名一覧、ノーサンバーランド郡の地名一覧をご覧ください。

### 政治動向

#### 一つの半島、一つの都市
数年前から、アカディ半島のすべての自治体を合併して一つの都市を作るというプロジェクトがある。この都市の推定人口は5万人で、実現したら州内で4番目の規模となる。州の選挙区に対応した4つの行政区（カラケット、サントル＝ペナンスール、ラメック＝シパガン＝ミスクー、トラカディ＝シェイラ）が含まれる。すべての町や村はこれらの地区の区となり、町役場はポクムッシュに置かれることになる。その都市は、ジョゼフ・ブロサールの愛称にちなんでボソレイ（Beausoleil）と名付けられる。バルナール・ロード元首相は、1999年にこの合併を支持する発言をした。2002年4月、SANBの地元グループが各自治体の諮問委員会に正式な要請書を送ったことで、このプロジェクトは再浮上した。結局は実現しなかったが、その数ヵ月後に行われた世論調査では、地域の住民の大半が合併に賛成していることが明らかになった。

## 経済

### 第一次産業

#### 農業
半島では、農業は決して発達していなかった。土壌は全般的に貧弱で、東の湿地帯では酸性、西では岩石が多く、ポクムッシュだけが州の東海岸で最高の土壌を持っていた。今でも一部の地域では、えん麦と干し草などの飼料作物を中心とした混農が行われている。ジャガイモはカラケットとネグアックで栽培されている。半島の西部（パケビル、サン・イシドール地区）とシパガン地区には、いくつかのブルーベリー農場がある。西部には、牛の農場、楓畑、大麦畑などもある。クリスマスツリーは西部とネグアックで栽培されている。ノートル＝ダム＝デ＝ゼラブルは、カナダで最大のアドベントリースの生産地である。

#### 漁業

ラメックとその港。

半島には17の港があり、主に漁船とプレジャーボートが利用している。カラケット港とシパガン港は州の主要2港。シパガン港にはオフシーズンの係留保管やカナダ沿岸警備隊の駐屯地があり、カラケット港には造船所がある。

#### 泥炭
20面以上の泥炭地が商業的に利用されており、そのほとんどがシパガン地域にある。

#### 伐採
伐採は19世紀初頭に背景地で始まったが、木の種類、泥炭地、火事の頻度などの理由から、実際には発展しなかった。

### 第二次産業
1970年代、バ＝カラケット造船所は、1970年代の海洋リフォーム産業と地元産業の旗艦だった。2009年から5年間に渡る、1,000万ドルをかけて施設を改修するプロジェクトが行われた。しかし、改修が終えてもオーナーが現れなかったため、2020年の時点でも州政府は買い手を探している。

### 第三次産業
アカディ信用組合の連盟（Fédération des Caisses populaires acadiennes）の本部はカラケットにある。2004年にはシパガン信用組合が連盟に加盟した。

## インフラとサービス

### 医療機関

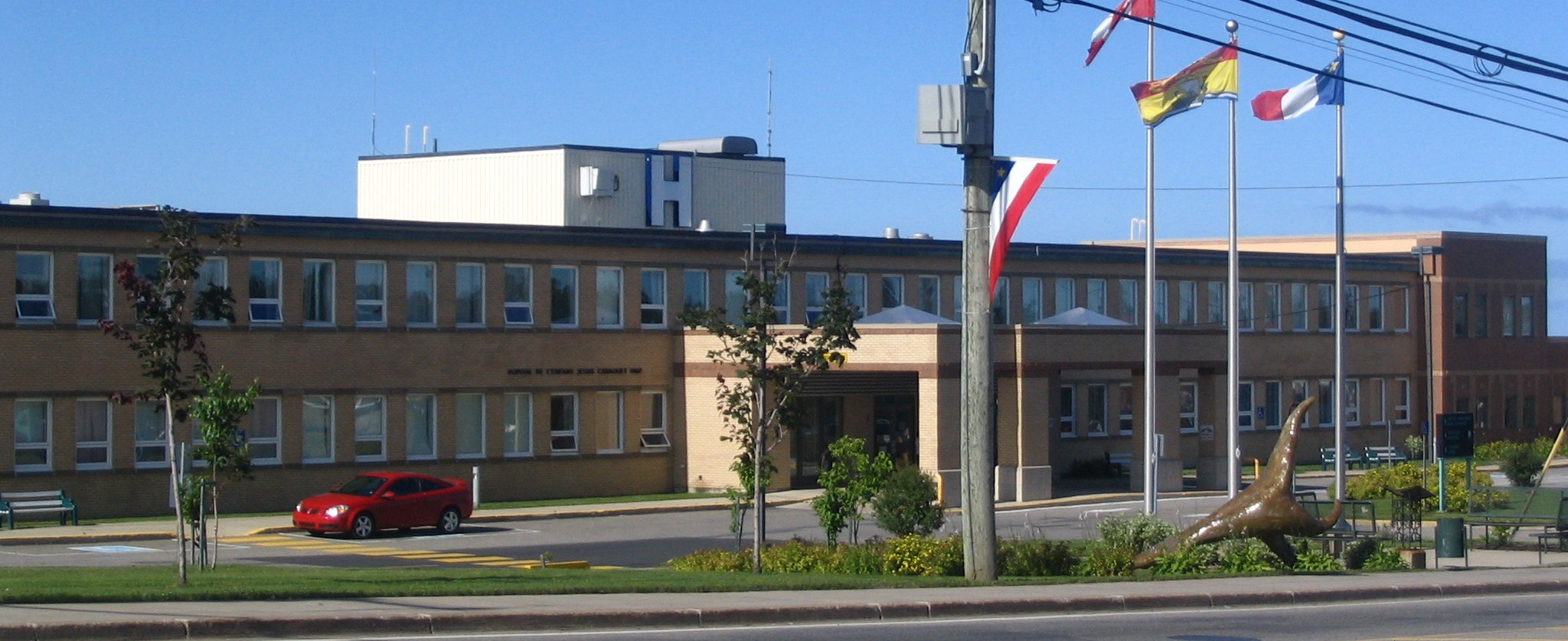
ランファン＝ジェジュ病院

ラメックのオテル・ディウ病院、トラカディーシェイラ病院、カラケットのランファン＝ジェジュ病院の3つの病院がある。ミスクー、ネグアック、パケットヴィル、サン＝イジドールには診療所があり、カラケット、シパガン、トラカディ、ネグアックには救急ステーションがある。ただし、バサーストのシャルール地域病院とミラミシ地域病院ではさらなるサービスが提供されている。

### 教育機関

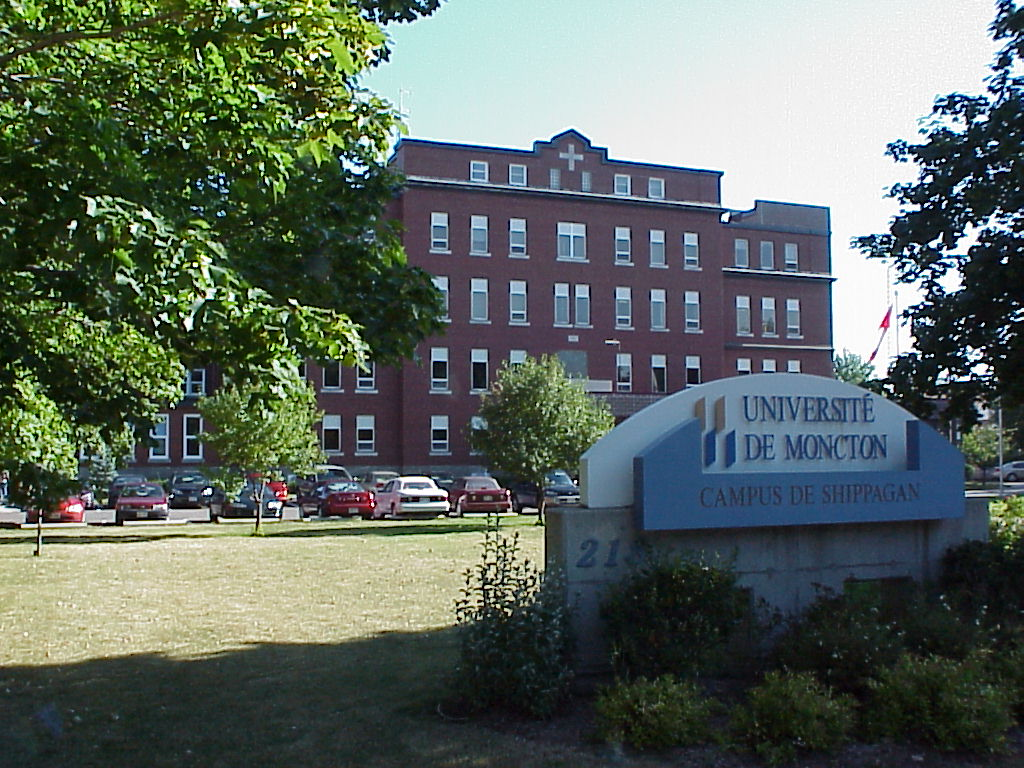
モンクトン大学シパガン・キャンパス

すべての主要な村にフランス語の小中学校と高等学校がある。殆どの自治体には公立図書館があり、移動図書館がすべての町村を提供している。シパガンはCCNB-ペナンスール・アカディエンヌの恩恵を受けている。CCNB-ペナンスール・アカディエンヌは、ラメック、カラケット、パケットヴィル、トラカディ、ネグアックにも学習センターがある。現在、CCNBと提携している漁業大学は、カラケットにある。シパガンにはモンクトン大学のキャンパスもある。

### 交通機関

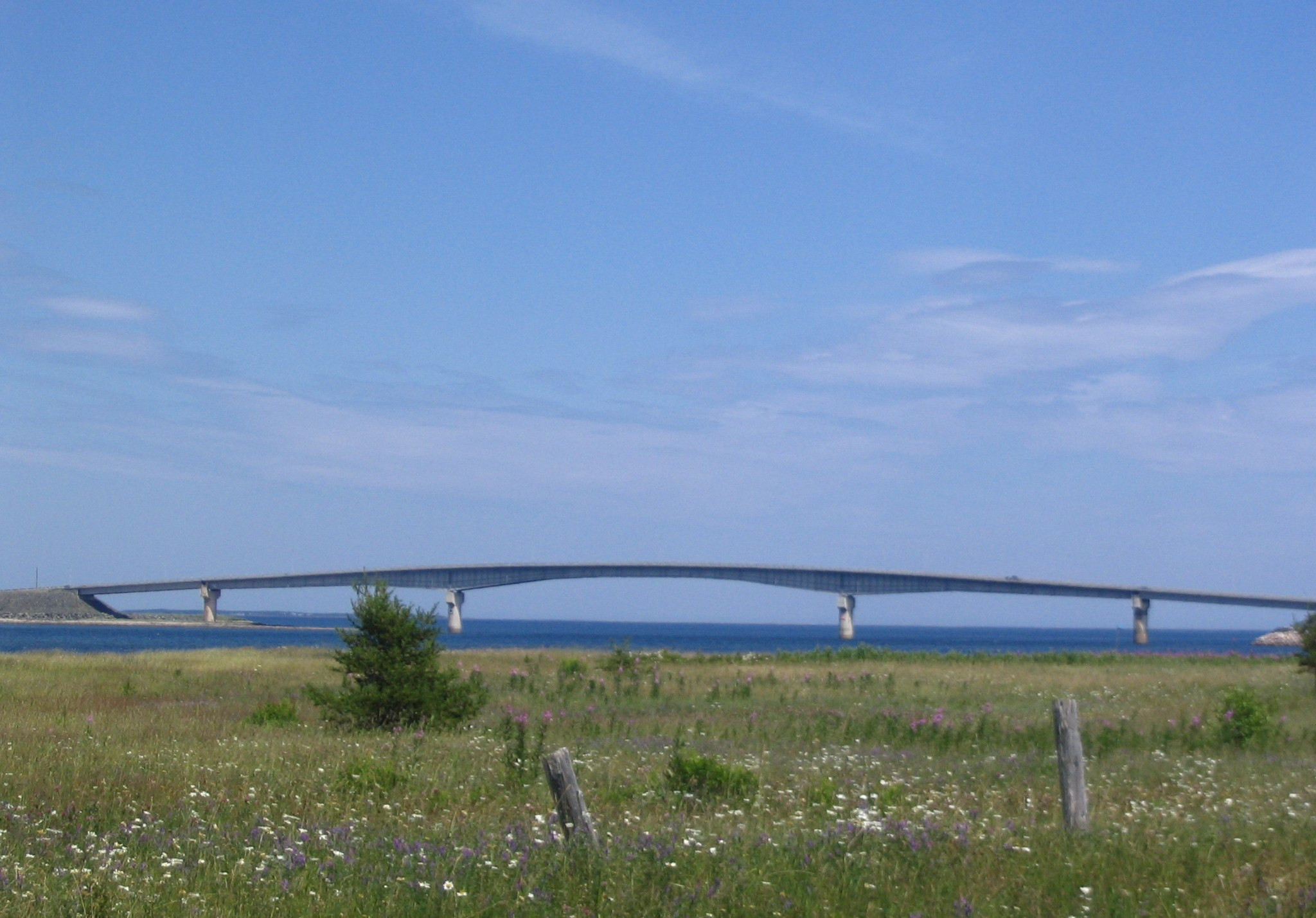
ミスクー橋

#### 道路交通
州道11号線は半島の主要な高速道路で、南のシェディアック市と北のケベック州を結んでいる。道路アクセスは、州の他の地域に比べて悪い。最もアクセスが困難な地域はシパガンで、ポクムッシュからの州道113号でしか通っていけない。ミスクー島は1996年からラメック島と、1959年からシパガンと橋でつながっている。バ＝カラケットとシパガンの間に提案されている橋は、この地域の孤立感を大きく軽減できる。
アカディ半島には公共交通機関がない。町にはタクシーやレンタカーのサービスがある。
トラカディや数個の自治体は、深刻な交通渋滞に直面している。

#### 航空・鉄道交通
アカディ半島には1994年以来、鉄道がなくなった。カラケット線の再建が計画されている。
ポクムッシュ空港は小型飛行機に対応し、バサースト空港は西にそれほど遠くない場所にあり、定期的に民間航空機が利用している。

#### 海上・河川交通
半島の水路は広いものが多いが、今では物資の輸送には使われていない。大トラカディには漁船が通れる2つの小さな運河があり、小トラカディ川では観光用の手漕ぎボートが運航されている。19世紀には、ポケムーシュ川とサン＝シモン湾を結ぶ運河の計画があった。漁港の中では貨物を受け入れることができるものもあるが、そのような目的で使われることはほとんどない。

## 関連記事
- アカディ
- 世界アカディ会議
- アカディ森林